# Ступа Просветления

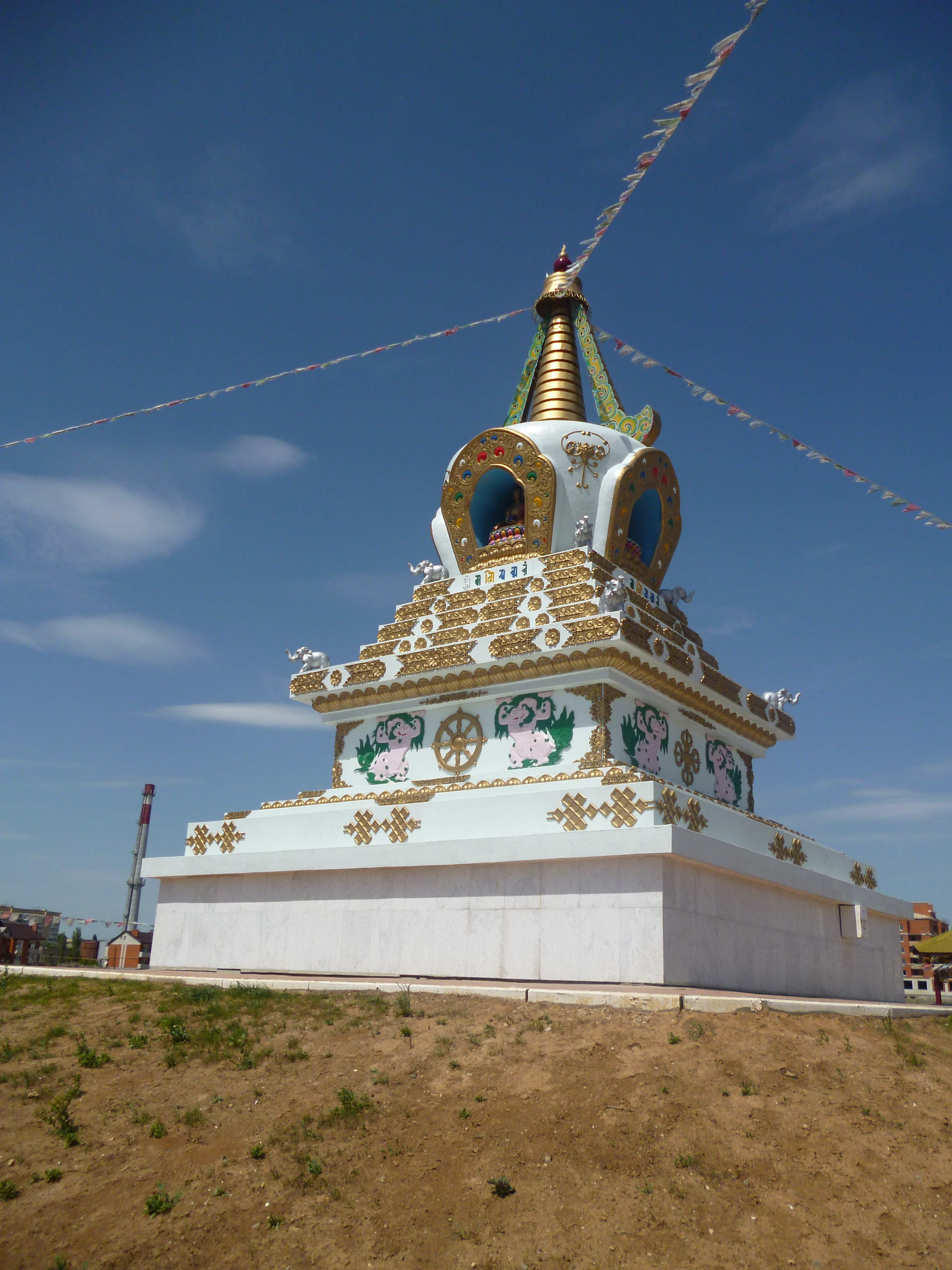
Ступа Просветления, 9 микрорайон, Элиста

Сту́па Просветле́ния — одна из восьми традиционных разновидностей буддийских ступ, в тибетском буддизме (к тхераваде данная классификация ступ не относится). Считается главным видом среди них, поскольку символизирует цель буддистской практики – Просветление, т. е. полное освобождение от всех человеческих страстей, от всего, что препятствует избавлению от страданий. Одновременно ступа Просветления является символом преодоления всех препятствий и раскрытия всех способностей ума.

## История
По преданию, впервые ступа данной формы была построена Дхарма-королём Бимбисарой в Бодхгае после Просветления Будды. Здесь Будда Шакьямуни устранил последние тонкие завесы и препятствия в уме.

## Элементы и символика Ступы Просветления
В традиционном тибетском варианте ступа Просветления имеет квадратное сечение и четыре ступени в центральной части.
Условно ступу Просветления можно разделить на три части:
- Львиный трон — нижняя часть, исполненная в форме квадратного цоколя; образует основу для Просветления. Над ним возвышается собственно ступа, разделённая на две части:
- Ступа Причин — нижняя часть, включающая четыре ступени, вазу и маленькую квадратную часть (тиб. bre), символизирующие причины для Просветления.
- Ступа Результатов — верхушка ступы от колец и выше, символизирующая результат пути, то есть само Просветление.

Каждый из элементов ступы означает определённые буддийские понятия.
В основание ступы вливается драгоценная ваза. Она означает восемь приносящих счастье знаков, но главным образом символизирует неисчерпаемые качества тела Будды. Затем идёт основная плоскость, «удерживающая землю». Она является знаком десяти позитивных действий тела, речи и ума. Над ней возвышаются три ступени, символизирующие Три Драгоценности: Будду, Дхарму и Сангху.
Над тремя ступенями находится высокий квадратный блок, представляющий собою трон с изображением снежных львов. Это — Львиный трон, символизирующий непобедимость Дхармы. Лев (симха) — эпитет Будды, означающий его бесстрашие на духовном пути. Одновременно снежный лев — легендарный тибетский зверь, враг драконов. Изображены снежные львы и на флаге Тибета.
Выше Львиного трона располагаются малый и большой лотосы. Они символизируют Шесть освобождающих действий (парамит), а именно: щедрость, осмысленное поведение, терпение, усердие, медитативное сосредоточение и мудрость. Над лотосами, в свою очередь, расположена квадратная плита трона, четыре угла которой символизируют Четыре неизмеримых: неизмеримую любовь, неизмеримое сочувствие, неизмеримую радость и неизмеримую равностность.
Выше квадратной плиты начинается собственно ступа. Её уровни являются символами продвижения по Пути Просветления. Уровни, идущие выше трона, соответствуют Пяти Путям — Накопления, Соединения, Видения, Медитации и пути без Учения.
Первая ступенька над троном является символом малого Пути Накопления. Она означает четыре вида внимательного рассмотрения: внимательность к телу, к чувствам, к мыслям, и к внешним явлениям.
Вторая ступенька над троном символизирует средний Путь Накопления, который предполагает четыре вида совершенного отказа: отказаться от всех негативных действий; не забывать об этом; совершать позитивные действия; постоянно их умножать.
Третья ступенька над троном символизирует большой Путь Накопления, включающий в себя Четыре чудесные опоры: поворот к Дхарме, непоколебимую выдержку, однонаправленную концентрацию и точное исследование.
Четвёртая ступенька над троном обозначает Пять Способностей на Пути Соединения: доверие,усердие, внимательность, медитативную концентрацию и мудрость.
Путь Видения, а точнее, Семь ветвей Пробуждения на Пути Видения олицетворяет ваза: глубокую внимательность, глубокое распознавание явлений, глубокое усердие, глубокую радость, глубокий навык, глубокую медитацию и глубокую уравновешенность. В Великой Колеснице это равнозначно достижению первой ступени Бодхисаттвы. В вазе находится статуя Будды. Просветлённый изображается, как правило, сидящим в позе касания земли: согласно преданиям, когда Шакьямуни достиг просветления, он коснулся пальцами правой руки земли, призывая её в свидетели того, что открыт Путь освобождения от страданий.
Расположенная над вазой небольшая квадратная плита («тре») обозначает Восьмеричный путь — основу всего Учения Будды, состоящий из правильного понимания, правильных мыслей, правильной речи, правильных действий, правильного образа жизни, правильных усилий, правильной памяти и правильной медитации.
Внутри ступы располагается Древо жизни. Это центральный стержень ступы. Древо символизирует «десять видов трансцендентального знания», различные аспекты мудрости Будды.
Путь без Учения олицетворяет шпиль. Его тринадцать колец символизируют Десять сил — десять аспектов мудрости Будды и Три существенных воспоминания (знание трёх времён — прошлого, настоящего и будущего).
Над шпилем расположен зонт, являющийся одним из восьми приносящих счастье символов, и означающий преодоление всех страданий.
Венчают ступу Просветления Луна — символ мудрости Будды, Солнце — символ неограниченного сочувствия, подобного солнечным лучам, и Драгоценный камень, означающий несокрушимую природу ума и исполнение всех желаний.